# Emil Lenz

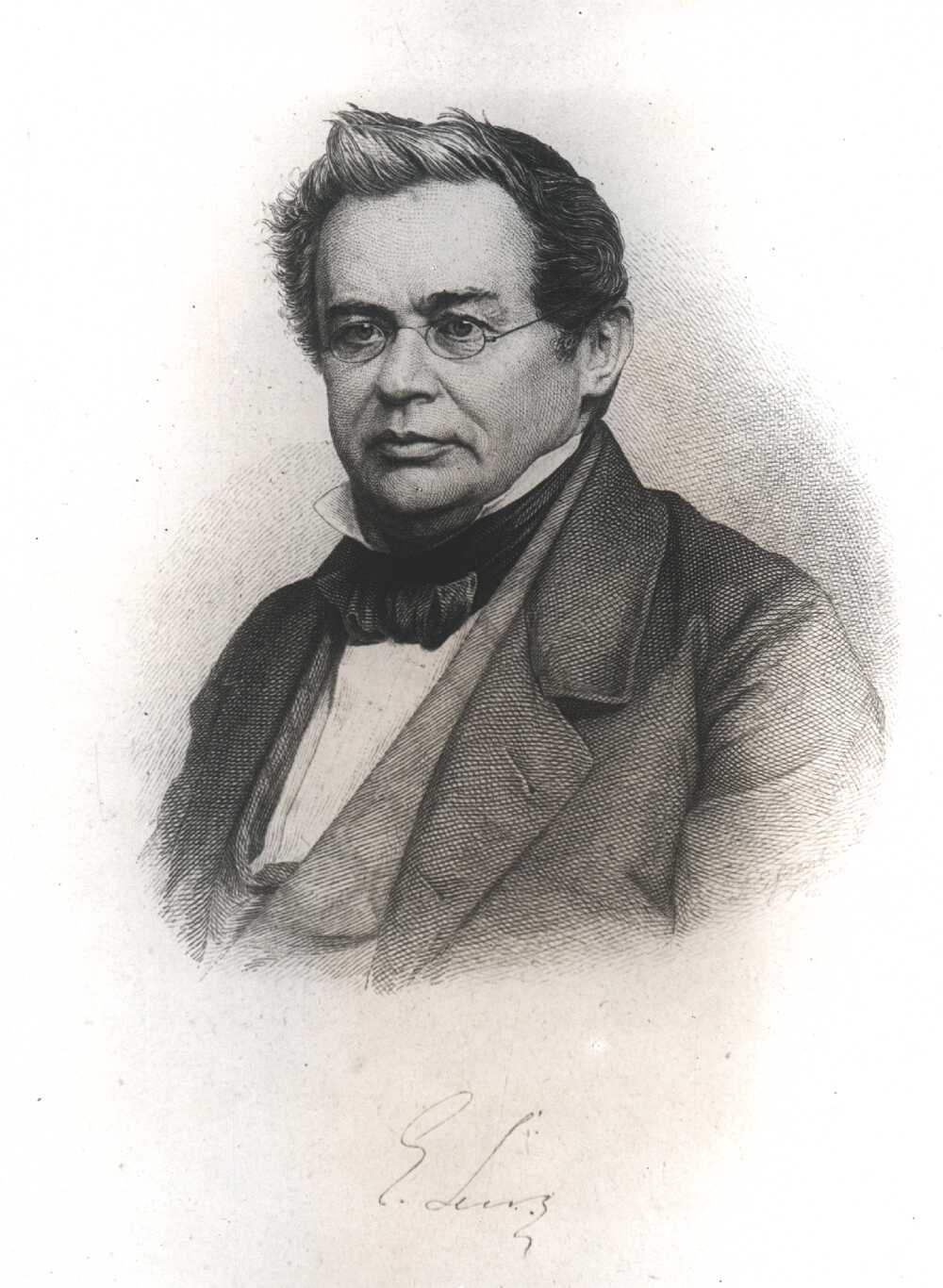
Emil Lenz

Heinrich Friedrich Emil Lenz (russisch Эмилий Христианович Ленц; * 12. Märzjul. / 24. März 1804greg. in Dorpat; † 10. Februar 1865 in Rom) war ein russischer Physiker deutsch-baltischer  Herkunft, welcher als einer der Ersten die Zusammenhänge zwischen Magnetfeldern und elektrischen Feldern erkannte. So legte er mit der Lenz'schen Regel die Grundlage für die Wirbelstrombremse. Die Lenz'sche Regel hat in der Elektrizitätslehre einen hohen Stellenwert.

## Leben

### Familie
Emil Lenz wurde 1804 als Sohn eines Sekretärs des Bürgermeisters in Dorpat geboren, damals noch eine mehrheitlich deutschsprachige Stadt im russländischen Gouvernement Livland. Er studierte an der Kaiserlichen Universität Dorpat. Zwei Jahre später heiratete er am 18. Juli 1830 Anna von Helmersen, mit der er sechs Kinder hatte. Zwischenzeitlich arbeitete Lenz als Physiklehrer an der deutschsprachigen Sankt-Petersburger Petrischule. Sein erster Sohn Robert Lenz (1833–1903) wurde später wie er Professor für Physik in St. Petersburg. Zwei seiner Kinder starben 1859. Als er im Frühjahr 1864 erkrankte, wurde ihm ein Erholungsurlaub in Rom gewährt, wo er am 10. Februar des Folgejahres an einem Schlaganfall starb.
Der Indogermanist Robert Lenz war ein jüngerer Bruder.

### Karriere
Wichtige naturwissenschaftliche Erkenntnisse gewann er vor seinem Abschluss als Begleiter des russischen Seefahrers Otto von Kotzebue auf dessen dritter Weltreise von 1823 bis 1826, die vor allem der Erforschung des Pazifiks diente. Während dieser Reise betätigte er sich vor allem auf dem Gebiet der Geophysik, dabei machte er unter anderem ozeanografische Studien über den Temperaturverlauf von Luft und Wasser, sowie über den Salzgehalt des Wassers in verschiedenen geografischen Breiten. Nach seiner Rückkehr erwarb er seinen Doktorgrad an der Universität Heidelberg und betätigte sich daraufhin in der russischen Hauptstadt St. Petersburg. Durch seine Verdienste bei der Weltumsegelung wurde er 1828 Adjunkt der Akademie der Wissenschaften in St. Petersburg. Drei Jahre später übernahm er den Direktorposten des Physikalischen Kabinetts der Akademie. Währenddessen war er 1830 und 1831 Lehrer für Mathematik an der Petri-Schule und der Michael-Artillerie-Schule zu Petersburg. Vier Jahre nachdem Lenz außerordentliches Mitglied war, wurde er 1834 zum ordentlichen Mitglied der russischen Akademie der Wissenschaften gewählt. Im selben Jahr wurde er außerdem Professor für Physik an der Universität in Sankt Petersburg, an der er von 1861 bis zu seinem Tod 1865 auch Rektor war. Ab 1853 war er korrespondierendes Mitglied der Berliner Akademie für Wissenschaften. 1864 wurde er zum korrespondierenden Mitglied der Göttinger Akademie der Wissenschaften gewählt.

## Wissenschaftliche Errungenschaften
Lenz wissenschaftliche Leistungen sind vorrangig auf dem Gebiet der Elektrizität zu finden. Er beschäftigte sich mit der von Michael Faraday entdeckten elektromagnetischen Induktion. Bereits 1830 stellte er dabei fest, dass man einen elektrischen Motor auch als Generator verwenden kann. Weiterhin stellte er bei diesen Untersuchungen 1833 die Lenz’sche Regel auf, welche besagt, dass die Richtung der Induktionsströme nicht zufällig ist, sondern immer der Ursache ihrer Entstehung entgegenwirkt. Weiterhin entdeckte er 1835 die Temperaturabhängigkeit der Leitfähigkeit in Metallen sowie elektrischer Widerstände und ein Verfahren zur Ausmessung magnetischer Felder. Durch Anwendung des Peltier-Effekts schaffte er es Wasser zum Gefrieren zu bringen. Außerdem bestimmte er gemeinsam mit James Prescott Joule quantitative Charakteristika der Stromwärme (das Joule-Lenz-Gesetz).

## Ehrung
Für die elektrische Größe Induktivität wurde zu Ehren Lenz’ das Formelzeichen L gewählt.
1970 wurde ein Mondkrater nach ihm benannt.